# Ronald George Wreyford Norrish

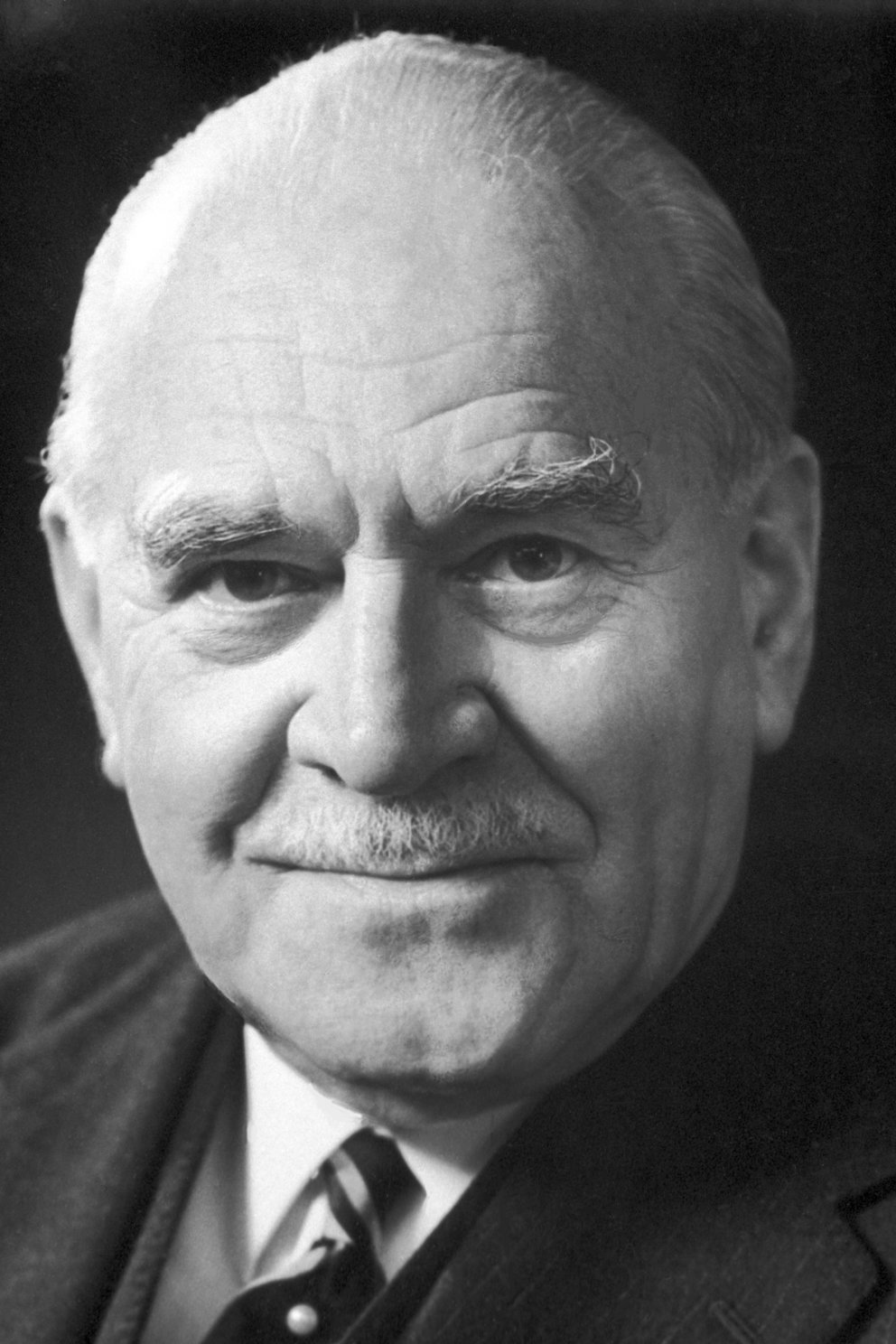
Ronald George Wreyford Norrish

Ronald George Wreyford Norrish (* 9. November 1897 in Cambridge; † 7. Juni 1978 ebenda) war ein englischer Chemiker.
1967 wurde George Wreyford Norrish zusammen mit Manfred Eigen und George Porter „für die Untersuchungen von extrem schnellen chemischen Reaktionen, die durch Zerstörung des Gleichgewichts durch sehr kurze Energieimpulse ausgelöst werden“ mit dem Nobelpreis für Chemie ausgezeichnet. Er ist einer der Begründer der Fotochemie, mit der er sich schon seit 1922 befasste (z. B. die Fluoreszenz von Stickstoffdioxid 1923 und Mechanismus von dessen Fotolyse).
Eine seiner wissenschaftlichen Leistungen ist die Entwicklung der Norrish-Reaktion – einer photochemischen Reaktion zwischen Ketonen und Aldehyden. Er entwickelte nach dem Zweiten Weltkrieg mit Porter die Flash Photolyse zur Untersuchung sehr schneller Reaktionen (mit Techniken die ursprünglich beim Militär für das Fotografieren etwa von Raketen entwickelt wurden). Dabei wird die Reaktion durch einen kurzen Lichtblitz hoher Intensität ausgelöst und die Zwischenprodukte in einem zweiten kurzen Lichtblitz beobachtet. Damit konnten Reaktionen im Mikrosekunden Bereich zeitaufgelöst beobachtet werden und die Bildung von freien Radikalen. Später untersuchte er den zeitlichen Ablauf von Konformationsänderungen bei Proteinen und Nukleinsäuren. Der Trommsdorff–Norrish-Effekt, der die Selbstbeschleunigung von Polymerisationsreaktionen bei hohen Umsätzen beschreibt, ist unter anderem nach Norrish benannt.  
Norrish war der Sohn eines Pharmazeuten und Geschäftsmanns. Im Ersten Weltkrieg war er Soldat und in deutscher Kriegsgefangenschaft. Danach studierte er ab 1919 Naturwissenschaften und speziell Chemie an der Universität Cambridge (Emmanuel College) mit der Promotion 1925. Zu seinen Lehrern gehörte Eric Rideal. Nach der Promotion war er Forschungsassistent in Cambridge. 1937 bis 1965 war er Professor für Physikalische Chemie in Cambridge. 1957 erhielt er den Liversidge Award der Royal Society of Chemistry. 1960 wurde er zum korrespondierenden Mitglied der Göttinger Akademie der Wissenschaften gewählt. Der Académie royale des Sciences, des Lettres et des Beaux-Arts de Belgique gehörte er seit 1975 als assoziiertes Mitglied an.